# Nekrolog 1096
Nekrolog
◄◄
| ◄
| 1092
| 1093
| 1094
| 1095
| 1096 | 1097 | 1098 | 1099 | 1100 | ► | ►►
Weitere Ereignisse | Allgemeiner Nekrolog 1096
Die Beschreibung der verstorbenen Person sollte so kurz wie möglich gehalten sein und nur deren signifikante Tätigkeit(en) enthalten.
Neue Namen ggf. auch unter dem Geburts- und Sterbedatum, also etwa unter 1. Januar und im Geburts- und Sterbejahr (2024) eintragen (nur bei entsprechender großer Wichtigkeit). Für Beispiele siehe die schon vorhandenen Artikel.
Außerdem über die fünf zuletzt Verstorbenen, zu denen es einen ausreichend guten Artikel für eine Präsentation auf der Hauptseite gibt, nach der todesbedingten Überarbeitung der Artikel ggf. auch unter Wikipedia Diskussion:Hauptseite informieren und sie am besten auch in den anderen Wikipedia-Sprachversionen eintragen. Tipp: Regelmäßig bei news.google.de nach „ist tot“, „gestorben“ oder „verstorben“ suchen.
Wenn eine Person gestorben ist, gibt es viele Seiten zu dieser Person in der Wikipedia, die davon auch betroffen sind und entsprechend aktualisiert werden müssen. Beispiele: Namenübersichtsseite, Geburtsjahr, Geburtsort-Seiten und viele mehr.
Wie finde ich die betroffenen Seiten?
Im Suchfeld auf der linken Seite gibt man den Suchbegriff so ein: „Vorname Nachname“. Dann klickt man auf Volltext und alle Seiten mit entsprechendem Suchtext werden aufgerufen. Hier sieht man dann schnell, wo auch das Todesjahr Sinn macht oder sogar ein Teil des Artikels angepasst werden muss. Auch hilft das „Werkzeug“ auf der linken Seite sehr gut, um solche Seiten aufzufinden: „Links auf diese Seite“. Somit ist die Wikipedia wieder aktuell in allen Bereichen! Hinweis: bei Eintragung der Kategorie „Gestorben JAHR“ wird der Missbrauchsfilter 49 ausgelöst, was jedoch nicht schlimm ist. Siehe: Spezial:Missbrauchsfilter/49
Dies ist eine Liste von im Jahr 1096 verstorbenen bekannten Persönlichkeiten. Die Einträge erfolgen innerhalb der einzelnen Daten alphabetisch sortiert. Tiere sind im Nekrolog für Tiere zu finden.

## Januar
| Tag        | Name                 | Beruf, bekannt als                                    | Alter | Beleg |
| ---------- | -------------------- | ----------------------------------------------------- | ----- | ----- |
| 2. Januar  | William of St Calais | anglonormannischer Geistlicher und Bischof von Durham |       |       |
| 11. Januar | Adelheid II.         | Äbtissin von Quedlinburg, sowie von Gandersheim       |       |       |
| Januar     | Wilhelm II.          | Graf von Eu                                           |       |       |

## April
| Tag       | Name         | Beruf, bekannt als                                                               | Alter | Beleg |
| --------- | ------------ | -------------------------------------------------------------------------------- | ----- | ----- |
| 1. April  | Engelbert I. | Markgraf von Istrien, Graf von Spanheim und im Kraichgau sowie Vogt von Salzburg |       |       |
| 25. April | Meginwart    | Abt der Reichenau (1069–1070)                                                    |       |       |

## Mai
| Tag     | Name                          | Beruf, bekannt als                        | Alter | Beleg |
| ------- | ----------------------------- | ----------------------------------------- | ----- | ----- |
| 18. Mai | Salomo ben Simson ben Eljakim | Rabbiner in Worms und Judenbischof        |       |       |
| 27. Mai | Kalonymos ben Meschullam      | jüdischer Dichter, Gelehrter und Rabbiner |       |       |

## Juli
| Tag      | Name              | Beruf, bekannt als | Alter | Beleg |
| -------- | ----------------- | ------------------ | ----- | ----- |
| 30. Juli | Ulrich von Tarasp | Bischof von Chur   |       |       |

## Oktober
| Tag         | Name               | Beruf, bekannt als                                             | Alter | Beleg |
| ----------- | ------------------ | -------------------------------------------------------------- | ----- | ----- |
| 21. Oktober | Walter Sans-Avoir  | französischer Ritter und einer der Anführer des Volkskreuzzugs |       |       |
| Oktober     | Rainald von Broyes | Unterführer des Volkskreuzzugs                                 |       |       |

## November
| Tag          | Name      | Beruf, bekannt als | Alter | Beleg |
| ------------ | --------- | ------------------ | ----- | ----- |
| 11. November | Werner I. | Graf von Habsburg  |       |       |

## Datum unbekannt
| Tag | Name                    | Beruf, bekannt als                                 | Alter | Beleg |
| --- | ----------------------- | -------------------------------------------------- | ----- | ----- |
|     | Anastasia von Kiew      | Königin von Ungarn                                 |       |       |
|     | Eudokia Makrembolitissa | Königin von Byzanz                                 |       |       |
|     | Vitale Falier           | 32. Doge von Venedig                               |       |       |
|     | German                  | Bischof von Nowgorod 1078 bis 1096                 |       |       |
|     | Gottfried II.           | Herr von Joinville, Graf von Joigny                |       |       |
|     | Heinrich III.           | Graf von Luxemburg                                 |       |       |
|     | Turan Schah I.          | Seldschuken-Herrscher von Kerman                   |       |       |
|     | Xeno II.                | Patriarch der Georgischen Orthodoxen Apostelkirche |       |       |